# Chanson caritative
Une chanson caritative est une chanson réalisée dans le but d'aider à une œuvre humanitaire. Généralement interprétée par un artiste médiatique ou un groupe de célébrités, elle permet de collecter des fonds pour une opération humanitaire, le plus souvent lors de situations de crises exceptionnelles ou de catastrophes naturelles.

## Liste de chansons caritatives
- Do They Know It's Christmas? (décembre 1984) chanson britannique du Band Aid, en faveur des victimes de la famine en Éthiopie.
- We Are the World (janvier 1985) chanson américaine par USA for Africa écrite par Michael Jackson et Lionel Ritchie) en faveur des victimes de la famine en Éthiopie.
- SOS Éthiopie (mars 1985) chanson française des Chanteurs sans frontières, écrite par Renaud et composée par Franck Langloff), en faveur des victimes de la famine en Éthiopie.
- Les Yeux de la faim, chanson interprétée par des chanteurs québécois dans les années 1980 en aide à la famine en Éthiopie (avec entre autres : Céline Dion, Nathalie Simard, Daniel Lavoie, Martine St-Clair, Jean-Pierre Ferland, Yvon Deschamps, Marjo et Dominique Michel).
- La chanson de la vie (1986), chanson composée par Alice Dona et enregistrée fin 1985 par un groupe de vingt-quatre femmes pour l'association caritative CARE France au profit des femmes du Sahel[1].
- La Chanson des Restos (1986) par les Enfoirés, composée par Jean-Jacques Goldman au bénéfice des Restos du cœur (don de nourriture aux pauvres).
- Let it be (1987) par Ferry Aid.
- Dernier matin d'Asie (1987) par Sampan,  chanson collective en faveur des boat-people en Asie du Sud-Est.
- Les enfants sans Noël (1988 et 1989) initié par l'Abbé Pierre.
- Le soleil se lève à l'est (1989-90) par Roumanie.
- Liban (1989) au profit des enfants du Liban.
- Pour toi Arménie (1989) composée par Charles Aznavour en faveur des victimes du tremblement de terre en Arménie de décembre 1988.
- Give Peace a Chance (1991), reprise de John Lennon par Peace Choir au bénéfice de John Lennon Scholarship Program.
- Candle in the Wind 1997 d'Elton John au bénéfice de la fondation de la Princesse Diana, au profit des plus démunis du Royaume-Uni et des territoires britanniques d'outre-mer[2]
- Demain (1998), interprétée par Patrick Bruel (paroles Marie-Florence Gros, musique Patrick Bruel) pour l'album Ensemble contre le sida.
- Sa raison d'être (1998), single enregistré avec plus de 40 artistes en faveur de l'association Ensemble contre le sida.
- Agir Réagir (2004) produit par l'association "Juste pour eux" en faveur des sinistrés du tremblement de terre qui a secoué la région d'Al-Hoceima, au Maroc le 24 février 2004 (fonds reversés au Secours populaire français qui, en tant que maître d'œuvre, a organisé la construction de nouvelles salles de cours dans l'école Oued Eddahab, à Imzouren).
- Combat Combo (2004), single enregistré par un ensemble d'artistes et personnalités féminines francophones (Le Cœur des Femmes) pour l'association Laurette Fugain.
- La terre est en colère (2005), chanson collective à l'initiative de CARE France en aide aux victimes du tsunami du 26 décembre 2004 dans l'océan Indien, écrite par Cécile Bonardi et composée par Brice Davoli.
- Et puis la terre (2005), single du collectif A.S.I.E., écrite par et à l'initiative de  Patrick Bruel, avec Marie-Florence Gros, en faveur des sinistrés du tsunami de 2004 dans l'océan Indien.
- L'Or de nos vies (2006), chanson composée par Kyo au bénéfice de Fight Aids Monaco.
- Parle, Hugo, Parle, collectif d'artiste pour l'Association La Voix de l'Enfant qui lutte contre les violences faites aux enfants, (paroles Marie-Florence Gros, Musique Mathieu Lepresle, Nicolas Auvray).
- Le projet Baltimore (2008), single enregistré avec une vingtaine d'artistes en soutien aux otages du monde entier dont Íngrid Betancourt.
- 1 Geste pour Haïti chérie (2010) au bénéfice de la Croix-Rouge, au profit des victimes du séisme de 2010 à Haïti.
- Des ricochets (2011) au bénéfice de l'Unicef au profit de la lutte contre la famine dans la Corne de l'Afrique.
- Love is Love (2011) au bénéfice de la Fondation Sœur Marguerite au profit de la lutte contre l'illétrisme.
- Do they know it's Christmas  (2014) Band Aid contre l'épidémie de maladie à virus Ebola en Afrique de l'Ouest.
- Kiss & Love (2014) au bénéfice du Sidaction dont le but est de collecter des fonds et de sensibiliser le public à propos du sida.
- Et demain ? Le collectif – Et demain ? (2020) au bénéfice de la fondation des Hôpitaux de France, afin de réunir des fonds pour les personnes qui œuvre chaque minute sans relâche pour nous mettre, d'avoir un autre, demain ...

## Voir également
- Catégorie:Collectif de musique à but humanitaire
- Association caritative
- Aide humanitaire
- Concert de Mika “I Love Beirut” le 19 septembre 2020